# Jogos da Francofonia
Os Jogos Francófonos (Jeux de la Francophonie, em francês) são uma combinação de eventos artísticos e esportivos de países de língua francesa, realizados a cada quatro anos desde 1989. O evento é aberto a atletas e artistas de todos os 88 governos membros da Francofonia . O número de participantes varia entre 1.500 e 3.000 atletas e artistas.

## Membros por região
| África - Burundi - Camarões - Chade - Comores - República Centro-Africana - República do Congo - República Democrática do Congo - Gabão - Gâmbia - Gana - Guiné Equatorial - Ruanda - São Tomé e Príncipe - Djibuti - Madagáscar - Ilhas Maurícias - Moçambique - Seicheles - Benim - Burquina Fasso - Cabo Verde - Costa do Marfim - Gana - Guiné - Guiné-Bissau - Mali - Níger - Senegal - Togo - Egito - Marrocos - Mauritânia - Tunísia | Américas - Argentina - Canadá - Canadá Novo Brunswick - Canadá Quebéc - Canadá Ontário - Costa Rica - Dominica - Haiti - Estados Unidos Louisiana - México - República Dominicana - Santa Lúcia - Uruguai Ásia-Pacífico - Coreia do Sul - Emirados Árabes Unidos - Líbano - Camboja - Laos - Nova Caledônia - Catar - Vanuatu - Vietname Europa - Albânia - Andorra - Armênia - Áustria - Bulgária - Chipre - Croácia - Comunidade Francesa da Bélgica - Estónia - França - Geórgia - Grécia - Hungria - Kosovo - Irlanda - Lituânia - Luxemburgo - Malta - Moldávia - Mónaco - Montenegro - Polónia - Chéquia - Roménia - Sérvia - Eslováquia - Eslovênia - Suíça - Ucrânia |

## Edições
| Ano  | Edição | Data                          | Local                                   |
| ---- | ------ | ----------------------------- | --------------------------------------- |
| 1989 | I      | 8–22 de Julho                 | Casablanca/Rabat, Marrocos              |
| 1994 | II     | 5–13 de Julho                 | Paris/Évry-Bondoufle, França            |
| 1997 | III    | 27 de Agosto – 6 de Setembro  | Antananarivo, Madagascar                |
| 2001 | IV     | 14–24 de Julho                | Ottawa,Canadá/ Gatineau,Canadá Québec   |
| 2005 | V      | 7–17 de Dezembro              | Niamey, Niger                           |
| 2009 | VI     | 27 de Setembro – 6 de Outubro | Beirute, Líbano                         |
| 2013 | VII    | 6–15 de Setembro              | Nice, França                            |
| 2017 | VIII   | 21-30 Julho                   | Abidjan, Costa do Marfim                |
| 2022 | IX     |                               | Kinshasa,República Democrática do Congo |

## Eventos

### Esportes
Eram apenas quatro esportes disputados na primeira edição dos jogos em 1989: atletismo, basquetebol, futebol e judô. Handebol, Tênis de mesa e wrestling foram adicionados a competição na edição de 1994. Os anos do lado do nome de cada esporte indicam as edições em que foram disputados.
- Atletismo: 1989, 1994, 1997, 2001, 2005, 2009
- Basquetebol: 1989, 1994, 1997, 2001, 2005, 2009
- Voleibol de Praia: 2001, 2009
- Boxe: 1997, 2001, 2005, 2009
- Futebol: 1989, 1994, 1997, 2001, 2005, 2009
- Handebol: 1994
- Judô: 1989, 1994, 1997, 2001, 2005, 2009
- Tênis de mesa: 1994, 2001, 2005, 2009
- Tênis: 1997
- Wrestling: 1994, 2005

### Cultura
- Canto
- Conto de fadas
- Dança folclórica nativa
- Poesia
- Pintura
- Fotografia
- Escultura